# HD84224
HD84224 — хімічно пекулярна зоря спектрального класу B7, що має видиму зоряну величину в смузі V приблизно  6,4.
Вона  розташована на відстані близько 1418,1 світлових років від Сонця.

## Пекулярний хімічний склад
Зоряна атмосфера HD84224 має підвищений вміст 
Si
.